# Mistrzostwa Świata w Biathlonie 2015 – sztafeta mężczyzn
Sztafeta mężczyzn na Mistrzostwach świata w biathlonie 2015 została rozegrana 14 marca. Do zawodów zgłoszonych zostało dwadzieścia siedem reprezentacji. Osiem z nich zostało zdublowanych i nie ukończyło rywalizacji.
Mistrzami świata zostali Niemcy w składzie: Erik Lesser, Daniel Böhm, Arnd Peiffer oraz Simon Schempp. Srebrny medal zdobyli obrońcy tytułu - Norwegowie. Najniższe miejsce na podium zajęli Francuzi. W porównaniu do ostatnich mistrzostw skład podium nie uległ zmianie. Polska sztafeta w składzie: Mateusz Janik, Łukasz Szczurek, Grzegorz Guzik, Krzysztof Pływaczyk jako ostatnia ekipa została zdublowana.

## Wyniki
| Miejsce | Nr | Drużyna                                                                                      | Czas                                      | Kary (L+S)                               | Strata  |
| ------- | -- | -------------------------------------------------------------------------------------------- | ----------------------------------------- | ---------------------------------------- | ------- |
| 01 !    | 3  | Niemcy · Erik Lesser · Daniel Böhm · Arnd Peiffer · Simon Schempp                            | 1:13:49,5 18:33,9 18:50,8 18:24,7 18:00,1 | 0+0 0+3 0+0 0+0 0+0 0+2 0+0 0+0 0+0 0+1  | —       |
| 02 !    | 2  | Norwegia · Ole Einar Bjørndalen · Tarjei Bø · Johannes Thingnes Bø · Emil Hegle Svendsen     | 1:14:04,9 18:27,5 19:05,3 18:31,9 18:00,2 | 0+0 0+6 0+0 0+0 0+0 0+3 0+0 0+2 0+0 0+1  | +15,4   |
| 03 !    | 4  | Francja · Simon Fourcade · Jean-Guillaume Béatrix · Quentin Fillon Maillet · Martin Fourcade | 1:14:23,1 18:28,8 18:52,8 19:08,3 17:53,2 | 0+3 0+1 0+0 0+0 0+1 0+1 0+1 0+0          | +33,6   |
| 4.      | 1  | Rosja · Jewgienij Garaniczew · Aleksiej Wołkow · Dmitrij Małyszko · Anton Szypulin           | 1:14:39,2 19:19,1 18:52,3 18:36,8 17:51,0 | 1+6 0+0 1+3 0+0 0+2 0+0 0+0 0+0 0+1 0+0  | +49,7   |
| 5.      | 5  | Austria · Daniel Mesotitsch · Sven Grossegger · Simon Eder · Dominik Landertinger            | 1:14:44,3 19:16,8 18:23,1 18:54,7 18:09,7 | 0+0 1+4 0+0 1+3 0+0 0+0 0+0 0+1 0+0 0+0  | +54,8   |
| 6.      | 8  | Czechy · Michal Krčmář · Jaroslav Soukup · Michal Šlesingr · Ondřej Moravec                  | 1:14:44,6 18:45.1 18:54.9 18:24.8 18:39.8 | 0+4 0+2 0+0 0+0 0+1 0+0 0+0 0+2 0+3 0+0  | +55,1   |
| 7.      | 11 | Szwajcaria · Mario Dolder · Benjamin Weger · Serafin Wiestner · Ivan Joller                  | 1:15:38,3 19:09,9 18:22,4 18:59,4 19:06,6 | 0+1 0+6 0+0 0+3 0+0 0+0 0+0 0+2 0+1 0+1  | +1:48,8 |
| 8.      | 9  | Słowenia · Janez Marič · Klemen Bauer · Jakov Fak · Rok Tršan                                | 1:15:38,7 19:21,4 18:46,9 18:20,9 19:09,5 | 0+4 0+2 0+0 0+1 0+2 0+1 0+0 0+0 0+2 0+0  | +1:49,2 |
| 9.      | 7  | Ukraina · Dmytro Pidruczny · Artem Pryma · Ołeksandr Żyrnyj · Serhij Semenow                 | 1:16:21,0 19:18,6 18:56,6 19:20,6 18:45,2 | 0+2 0+1 0+0 0+1 0+0 0+0 0+1 0+0          | +2:31,5 |
| 10.     | 12 | Białoruś · Uładzimir Czapielin · Dzmitryj Dziużau · Dzmitryj Abaszeu · Juryj Ladau           | 1:16:24,2 18:57,2 19:00,6 19:54,4 18:32,0 | 0+6 0+5 0+3 0+1 0+2 0+1 0+1 0+0 0+0 0+3  | +2:34,7 |
| 11.     | 14 | Słowacja · Tomáš Hasilla · Matej Kazár · Miroslav Matiaško · Martin Otčenáš                  | 1:16:46,5 19:27,9 18:45,0 19:44,2 18:49,4 | 0+2 0+6 0+1 0+1 0+0 0+1 0+0 0+2 0+1 0+2  | +2:57,0 |
| 12.     | 10 | Włochy · Christian De Lorenzi · Lukas Hofer · Thomas Bormolini · Dominik Windisch            | 1:16:52,7 18:58,8 18:23,5 20:42,9 18:47,5 | 1+4 0+5 0+0 0+3 0+1 0+0 1+3 0+0 0+0 0+2  | +3:03,2 |
| 13.     | 25 | Finlandia · Jarkko Kauppinen · Ahti Toivanen · Olli Hiidensalo · Tuomas Grönman              | 1:17:18,6 18:57,8 19:33,7 19:09,5 19:33,6 | 0+4 0+3 0+0 0+1 0+1 0+1 0+1 0+0 0+2 0+1  | +3:29,1 |
| 14.     | 20 | Stany Zjednoczone · Lowell Bailey · Leif Nordgren · Tim Burke · Sean Doherty                 | 1:17:21,1 18:57,8 18:58,5 20:15,1 19:09,7 | 0+5 2+6 0+0 0+2 0+1 0+1 0+1 2+3 0+3 0+0  | +3:31,6 |
| 15.     | 15 | Estonia · Kauri Kõiv · Kalev Ermits · Rene Zahkna · Roland Lessing                           | 1:17:22,0 19:35,5 19:05,7 20:04,1 18:36,7 | 0+2 0+5 0+0 0+1 0+0 0+2 0+2 0+1 0+0 0+1  | +3:32,5 |
| 16.     | 13 | Bułgaria · Krasimir Anew · Iwan Złatew · Władimir Iliew · Dimityr Gerdżikow                  | 1:17:29,5 18:54,5 19:30,2 18:48,1 20:16,7 | 1+7 0+5 0+2 0+0 0+2 0+1 0+0 0+2 1+3 0+3  | +3:40,0 |
| 17.     | 16 | Kazachstan · Jan Sawicki · Anton Pantow · Maksim Braun · Wasilij Podkorytrow                 | 1:17:55,7 19:08,0 19:38,9 19:26,3 19:42,5 | 0+0 0+3 0+0 0+1 0+0 0+0 0+0 0+1          | +4:06,2 |
| 18.     | 17 | Szwecja · Tobias Arwidson · Peppe Femling · Christofer Eriksson · Ted Armgren                | 1:18:12,0 19:19,3 18:47,1 20:51,4 19:14,2 | 0+3 2+3 0+2 0+0 0+1 0+0 0+0 2+3 0+0 0+0  | +4:22,5 |
| 19.     | 6  | Kanada · Christian Gow · Nathan Smith · Scott Gow · Brendan Green                            | 1:18:52,9 19:47,5 18:18,9 21:31,5 19:15,0 | 2+5 0+4 0+2 0+1 0+0 0+0 2+3 0+2 0+0 0+1  | +5:03,4 |
| 20.     | 21 | Polska · Mateusz Janik · Łukasz Szczurek · Grzegorz Guzik · Krzysztof Pływaczyk              | LPD 20:22,3 19.39,1 21:06,8               | 1+5 0+5 0+1 0+3 0+0 0+1 1+3 0+1 0+1 0+0  | —       |
| 21.     | 24 | Japonia · Kazuya Inomata · Tsukasa Kobonoki · Mikito Tachizaki · Ryo Maeda                   | LPD 20:10,0 20:03,9 20:03,5               | 0+6 0+9 0+2 0+3 0+1 0+2 0+2 0+1 0+1 0+3  | —       |
| 22.     | 18 | Rumunia · George Buta · Remus Faur · Marian Marcel Dănilă · Cornel Puchianu                  | LPD 19:09,8 20:04,2 21:06,8               | 0+5 4+7 0+0 0+1 0+3 0+0 0+1 1+3 0+1 3+3  | —       |
| 23.     | 22 | Litwa · Tomas Kaukėnas · Karol Dąbrowski · Vytautas Strolia · Rokas Suslavičius              | LPD 19:14,1 19:41,7 22:06,2               | 1+4 1+11 0+1 0+3 0+0 0+2 1+3 1+3 0+0 0+3 | —       |
| 24.     | 19 | Wielka Brytania · Lee-Steve Jackson · Scott Dixon · Kevin Kane · Marcel Laponder             | LPD 19:34,6 20.47,9 21:39,8               | 0+3 0+7 0+0 0+3 0+1 0+1 0+0 0+2 0+2 0+1  | —       |
| 25.     | 26 | Korea Południowa · Jun Je-uk · Kim Jong-min · Kim Yong-gyu · Lee Su-young                    | LPD 20:11,7 20:59,8 21:47,1               | 1+8 1+8 0+2 0+0 0+1 0+2 0+2 0+3 1+3 1+3  | —       |
| 26.     | 23 | Łotwa · Rolands Pužulis · Toms Praulītis · Roberts Slotiņš · Aleksandrs Patrijuks            | LPD 20:53,3 22:54,2 21:12,4               | 0+5 4+8 0+0 1+3 0+1 3+3 0+2 0+0 0+2 0+2  | —       |
| 27.     | 27 | Serbia · Damir Rastić · Edin Hodžić · Dejan Krsmanović · Ajlan Rastić                        | LPD 21:42,3 21:58,0 24:20,2               | 4+10 0+7 1+3 0+1 0+1 0+3 3+3 0+3 0+3     | —       |